# Maximilian Wöber
Maximilian Wöber, né le 4 février 1998 à Vienne en Autriche, est un footballeur international autrichien, qui évolue au poste de défenseur central au Werder Brême, en prêt de Leeds United.

## Biographie

### Carrière en club

#### Ajax Amsterdam (2017-2019)
Le 22 août 2017, il rejoint l'Ajax Amsterdam pour un montant de transfert de 7,5 millions d'euros, et signe un contrat de quatre ans.
Le 27 août 2017, il fait ses débuts lors de la troisième journée d'Eredivisie contre le VVV-Venlo, lors d'une victoire 2-0. Le 1er octobre 2017 lors de la septième journée, il inscrit un premier but contre le SC Heerenveen (victoire 4-0).

#### Séville FC (2019)
Le 11 janvier 2019, il s'engage pour quatre ans et demi (jusqu'en juin 2023) avec le Séville FC. Le montant de la transaction s'élève à 10,5 millions d'euros. Il fait ses débuts au Séville FC en championnat contre Levante UD. Après seulement huit matchs au club il est victime d'une grosse blessure au genou et ne jouera plus pour le Séville FC.

#### Red Bull Salzbourg (2019-2023)
Le 13 août 2019, il s'engage pour cinq ans avec le club autrichien du Red Bull Salzbourg. Le transfert est estimé à 12 millions d'euros et devient ainsi le transfert le plus cher de la Bundesliga autrichienne.

#### Leeds United (depuis 2023)
Le 3 janvier 2023, il s'engage jusqu'en juin 2027 avec Leeds United, club de Premier League.

#### Prêt au Borussia Mönchengladbach (2023-)
En juillet 2023, il est prêté pour une saison en faveur du Borussia Mönchengladbach.

### Carrière internationale
Avec les moins de 17 ans, il participe à l'Euro des moins de 17 ans 2015, qui se déroule en Bulgarie. Lors du tournoi, il joue trois matchs. L'Autriche est éliminée au premier tour. 
Par la suite, avec les moins de 19 ans, il participe à l'Euro des moins de 19 ans 2016, compétition organisée en Allemagne. Lors du tournoi, il joue trois matchs. L'Autriche est éliminée au premier tour.
Maximilian Wöber est convoqué pour la première fois en équipe d'Autriche par le sélectionneur national Marcel Koller, pour un match des éliminatoires de la Coupe du monde 2018 contre la Serbie le 6 octobre 2017. La rencontre se solde par une victoire 3-2 des Autrichiens.
Le 7 juin 2024, il fait partie de la liste des 26 joueurs convoqués par Ralf Rangnick pour disputer l'Euro 2024.

## Statistiques
| Saison                | Club                  | Championnat           | Championnat | Championnat | Coupe(s) nationale(s) | Coupe(s) nationale(s) | Compétition(s) continentale(s) | Compétition(s) continentale(s) | Compétition(s) continentale(s) | Autriche | Autriche | Total | Total |
| Saison                | Club                  | Division              | M.          | B.          | M.                    | B.                    | Comp.                          | M.                             | B.                             | M.       | B.       | M.    | B.    |
| 2015-2016             | Rapid Vienne          | Bundesliga            | -           | -           | -                     | -                     | C3                             | 1                              | 0                              | -        | -        | 1     | 0     |
| 2016-2017             | Rapid Vienne          | Bundesliga            | 11          | 0           | 4                     | 1                     | C3                             | 2                              | 0                              | -        | -        | 17    | 1     |
| 2017-2018             | Rapid Vienne          | Bundesliga            | 5           | 1           | 1                     | 0                     | -                              | -                              | -                              | -        | -        | 6     | 1     |
| Sous-total            | Sous-total            | Sous-total            | 16          | 1           | 5                     | 1                     | -                              | 3                              | 0                              | 0        | 0        | 24    | 2     |
| 2017-2018             | Ajax Amsterdam        | Eredivisie            | 22          | 1           | 1                     | 0                     | -                              | -                              | -                              | 2        | 0        | 25    | 1     |
| 2018-2019             | Ajax Amsterdam        | Eredivisie            | 8           | 0           | 2                     | 0                     | C1                             | 6                              | 0                              | 0        | 0        | 16    | 0     |
| Sous-total            | Sous-total            | Sous-total            | 30          | 1           | 3                     | 0                     | -                              | 6                              | 0                              | 2        | 0        | 41    | 1     |
| 2018-2019             | Séville FC            | LaLiga                | 7           | 0           | 0                     | 0                     | C3                             | 1                              | 0                              | 0        | 0        | 8     | 0     |
| Sous-total            | Sous-total            | Sous-total            | 7           | 0           | 0                     | 0                     | -                              | 1                              | 0                              | 0        | 0        | 8     | 0     |
| 2019-2020             | Red Bull Salzbourg    | Bundesliga            | -           | -           | -                     | -                     | C1                             | -                              | -                              | -        | -        | 0     | 0     |
| Sous-total            | Sous-total            | Sous-total            | 0           | 0           | 0                     | 0                     | -                              | 0                              | 0                              | 0        | 0        | 0     | 0     |
| Total sur la carrière | Total sur la carrière | Total sur la carrière | 53          | 2           | 8                     | 1                     | -                              | 10                             | 0                              | 2        | 0        | 73    | 3     |

## Palmarès

### En club
- Leeds United
  - Champion de Championship en 2025